# Sant Salvador de Guardiola
Sant Salvador de Guardiola è un comune spagnolo di 2 156 abitanti situato nella comunità autonoma della Catalogna.